# M/S Lima
M/S Lima var ett svenskt lastfartyg, sjösatt 1918 och sänkt av en tysk torped utanför Afrikas västkust 1942.

## Historik
Lima byggdes hos Burmeister & Wain i Köpenhamn 1918 och fick liksom de två närmast föregående fartygen i serien namn efter städer på Stillahavskusten, Valparaiso och San Francisco. Lima var det sista fartyg Rederi AB Nordstjernan lät bygga vid utländskt varv, de efterföljande byggdes i Sverige.
Till ankars i Montevideo pårändes Lima 1919 av den engelska ångaren Herschel, 1936 kolliderade hon i Buenos Aires med en annan britt, Nela, men hårdast tog en kollision i konvoj 1940, då det norska motorfartyget Sofie Bakke gick till botten, medan Lima endast fick förstäven krökt. Den norska besättningen räddades.
Julen 1919 föll en man överbord i Nordsjön utan att någon ombord på Lima observerat olyckan. En natt passerade Lima Smygehuk, vars fyr visade felaktigt sken, ett fyrbiträde hade somnat och fyrapparaten stannat.
På resa från Talcahuano till Punta Arenas strandade Lima i oktober 1921 i Magellans sund, då den chilenske lotsen misstog sig på landkonturerna och gav felaktig kurs. Tre av lastutrymmena vattenfylldes och man befarade att Lima skulle bli vrak. Efter en månad flottogs Lima och fördes till Punta Arenas med hela botten under förskeppet tillbucklad och uppriven. Försäkringsbolaget vägrade betala den bärgningslön, som det chilenska bärgningsbolaget begärde, varför Lima beslagtogs. Först i maj 1922 frigavs Lima. Olyckan medförde vissa konsekvenser för Sveriges handel med Chile, så pass att den reguljära trafiken inte återupptogs förrän 1937 och skedde med det då nybyggda motorfartyget Chile.

## Torpederingen
Lima var på väg från Bombay till Freetown i Sierra Leone via Kapstaden med en dyrbar styckegodslast. Vid 22-tiden den 12 september 1942, efter passerandet av ekvatorn träffades Lima av en torped från den tyska ubåten U506, som exploderade i styrbordssidan mittför maskinrummet, där de två vakthavande omedelbart omkom. Utkiken, en engelsk jungman, slungades över halva bryggan ut i sjön och försvann. Av de fyra livbåtarna blev tre totalförstörda, varför de 27 överlevande fick tränga sig samman i den enda användbara livbåten. Sedan Lima gått till botten satte livbåten kurs mot kusten, Guldkusten och Elfenbenskusten. På fjärde dagen efter torpederingen siktades livbåten av en brittisk konvoj. En av de eskorterande jagarna tog ombord Limas överlevande.